# Christopher Markus a Stephen McFeely
Christopher Markus a Stephen McFeely jsou američtí scenáristé a producenti.
Mezi jejich nejvýznamnější práci patří filmová série Letopisy Narnie a filmy Marvel Cinematic Universe: Captain America: První Avenger, Thor: Temný svět, a dále Captain America: Návrat prvního Avengera, Captain America: Občanská válka, Avengers: Infinity War a Avengers: Endgame, na nichž pracovali s režiséry bratry Russoovými; také psali seriál Agent Carter televize ABC.
Christopher Markus vyrostl v Buffalu. Získal titul Bachelor of Arts v tvůrčím psaní na Rutgers University v roce 1991.
Stephen McFeely vyrostl v San Franciscu. Titul Bachelor of Arts v angličtině získal na University of Notre Dame v roce 1991.
Oba aspirovali na spisovatele a setkali se v programu tvůrčího psaní na Kalifornské univerzitě v roce 1994. Postupem času přehodnotili své plány stát se spisovateli a začali se věnovat psaní scénářů.
Po získání magisterského titulu v roce 1996 odjeli do Los Angeles, kde se jim podařilo získat agenta, jehož zásluhou získali první placenou zakázku na scénář, který nebyl nikdy zfilmován. Přesto tato zakázka pro ně znamenala zlomový bod v jejich kariéře. HBO je pověřila napsáním životopisného filmu o Peteru Sellersovi. Jejich práce na sérii Letopisy Narnie jim umožnila pracovat na filmech Marvel Cinematic Universe.

## Filmografie
| Rok  | Název                                     |
| ---- | ----------------------------------------- |
| 2004 | Život a smrt Petera Sellerse              |
| 2005 | Letopisy Narnie: Lev, čarodějnice a skříň |
| 2007 | Deník zabijáka                            |
| 2008 | Letopisy Narnie: Princ Kaspian            |
| 2010 | Letopisy Narnie: Plavba Jitřního poutníka |
| 2011 | Captain America: První Avenger            |
| 2013 | Pot a krev                                |
| 2013 | Thor: Temný svět                          |
| 2014 | Captain America: Návrat prvního Avengera  |
| 2014 | Strážci Galaxie (pouze doladění scénáře)  |
| 2016 | Captain America: Občanská válka           |
| 2018 | Avengers: Infinity War                    |
| 2019 | Avengers: Endgame                         |